# Аскептозавр
Аскептозавр (лат. Askeptosaurus) — род вымерших пресмыкающихся из отряда талаттозавров подкласса диапсид. Окаменелости аскептозавра были найдены на территории современной Италии и Швейцарии. Считается, что он жил в период среднего триаса, около 247–225 миллионов лет назад.

## История открытия
Аскептозавр и его единственный известный вид Askeptosaurus italicus были впервые описаны в 1925 году венгерским палеонтологом Францем Нопча. Последний раз аскептозавр был повторно описан доктором Йоханнесом Мюллером в 2005 году. Аскептозавр известен по нескольким полным и неполным скелетам, хранящимся в Музее естественной истории (Museo Civico di Storia Naturale di Milano) в Милане, Италия, и Палеонтологическом музее Цюрихского университета (Paläontologisches Institut und Museum der Universität Zürich) в Цюрихе, Швейцария. Эти образцы были обнаружены в горных породах Южных Альп в области горы Сан-Джорджо, объекте Всемирного наследия ЮНЕСКО на границе Швейцарии и Италии. Эта геологическая формация представляет собой последовательность доломита и черного сланца, в которых хорошо сохранились окаменелости, относящиеся к анизийско-ладинскому ярусу среднего триаса.

## Описание

Сравнение размеров аскептозавра и человека

Аскептозавр мог достигать до 2,5 метров в длину. Как и другие представители его семейства, он имел длинный хвост, вытянутую шею и небольшие, но хорошо развитые конечности с пятью пальцами.

### Череп

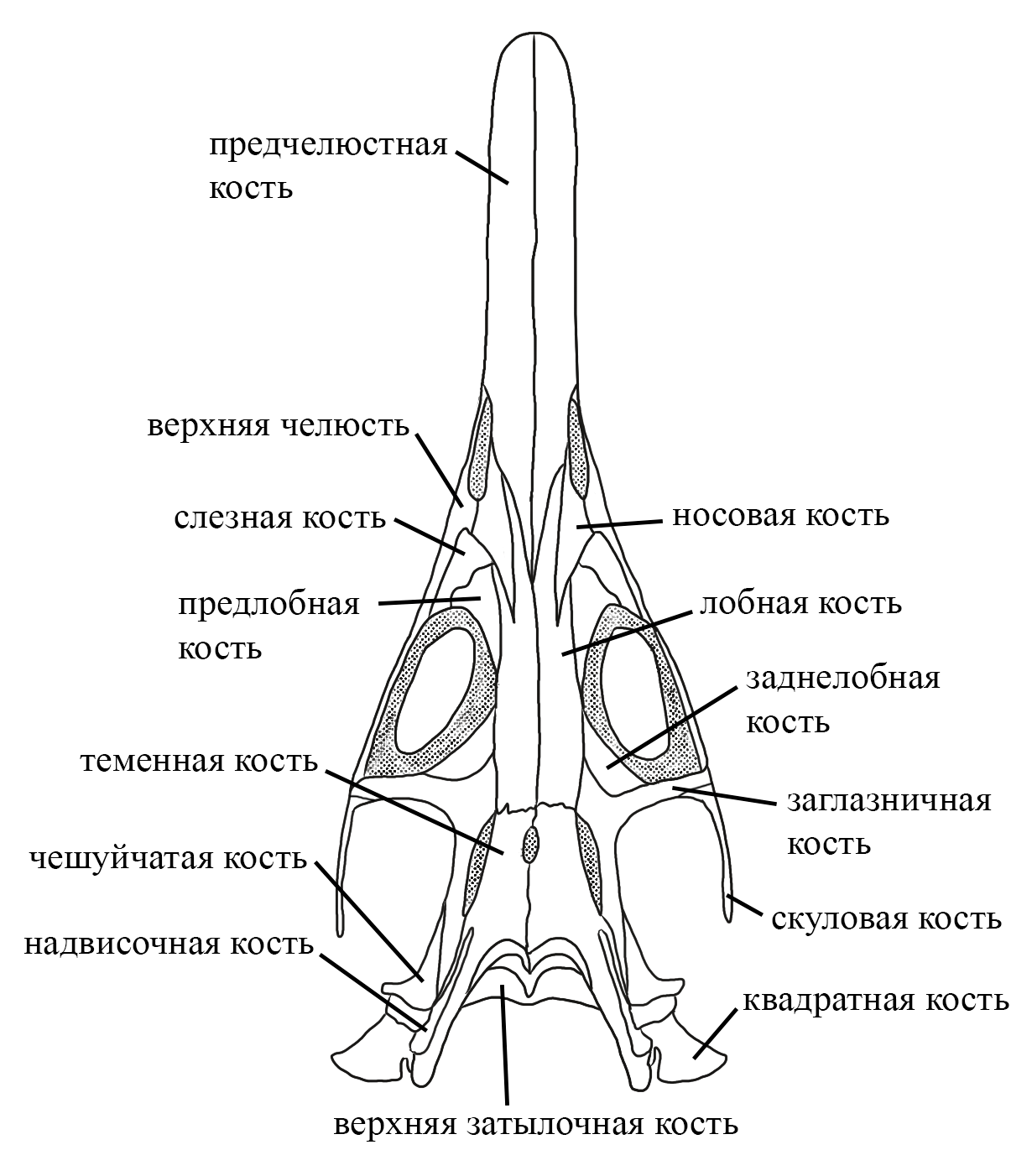
Череп аскептозавра (вид сверху)

Почти половину всей морды составляют крупные предчелюстные кости, на каждой из которых расположено до 12 острых и слегка изогнутых зубов. За предчелюстной костью следует низкая и небольшая по размеру верхняя челюсть, а на границе между этими двумя костями находятся продолговатые носовые отверстия. Верхняя челюсть насчитывает 16 зубов, аналогичных предчелюстным, но меньших по размеру. Общая форма всех зубов аскептозавра одинакова, и между предчелюстным и верхнечелюстным зубными рядами нет диастемы (промежутка). Как и у других талаттозавров, назальные отделы разграничены между собой посередине выступами предчелюстной и лобной частей. Носовые кости составляют небольшую часть границы ноздревых отверстий, а острый задний кончик каждой носовой кости упирается в лобные кости. За исключением треугольных углублений для предчелюстных и носовых костей, лобные кости имеют простую прямоугольную форму.
Две маленькие кости, слезная и предлобная, расположены перед крупной глазницей. Наличие отдельной слезной кости — это плезиоморфный признак (унаследованный от предка), встречающийся только у аскептозавра среди талаттозавров. Аскептозавр также уникален тем, что его слезная кость слегка соприкасается с лобной в области между носовой и предлобной костями. На задне-верхнем крае глазницы находятся еще две кости — большая и многоконечная заглазничная кость и гораздо меньшая по размеру заднелобная. Здесь у аскептозавра снова наблюдается наличие плезиоморфного признака, поскольку у других талаттозавров эти кости сливаются в одну. Теменные кости, лежащие в задней части свода черепа, простираются над черепной коробкой. Между теменем и заглазничной костью находится щелевидное верхнее височное отверстие, а вблизи шва темени с лобной костью расположено круглое пениальное отверстие.
На заднем отростке каждой теменной кости расположены две тонкие кости, чешуйчатая и надвисочная. Надвисочная немного длиннее, а чешуйчатая имеет небольшой, но отчетливый выступ вниз на заднем конце. Нижний задний край черепа имеет большое прямоугольное нижнее височное отверстие, которое не закрыто снизу из-за отсутствия квадратно-скуловой кости. Тонкие отростки скуловой кости образуют весь нижний край глазницы и около трети нижнего края нижнего височного отверстия. Задний край черепа образован большой квадратной костью, которая имеет широкие верхний и нижний края, а также вогнутые задний и боковые края.
Нёбо не имеет зубов. Сошник длинный и тонкий, образует нижнюю срединную линию морды. Примыкающие к нему крыловидные кости более крупные, с парой острых мышечных рубцов по бокам. Т-образная наружная крыловидная кость (эктоптеригоид) соединяет крыловидную кость со скуловой, а более мелкая нёбная кость соединяет крыловидную кость с верхней челюстью.

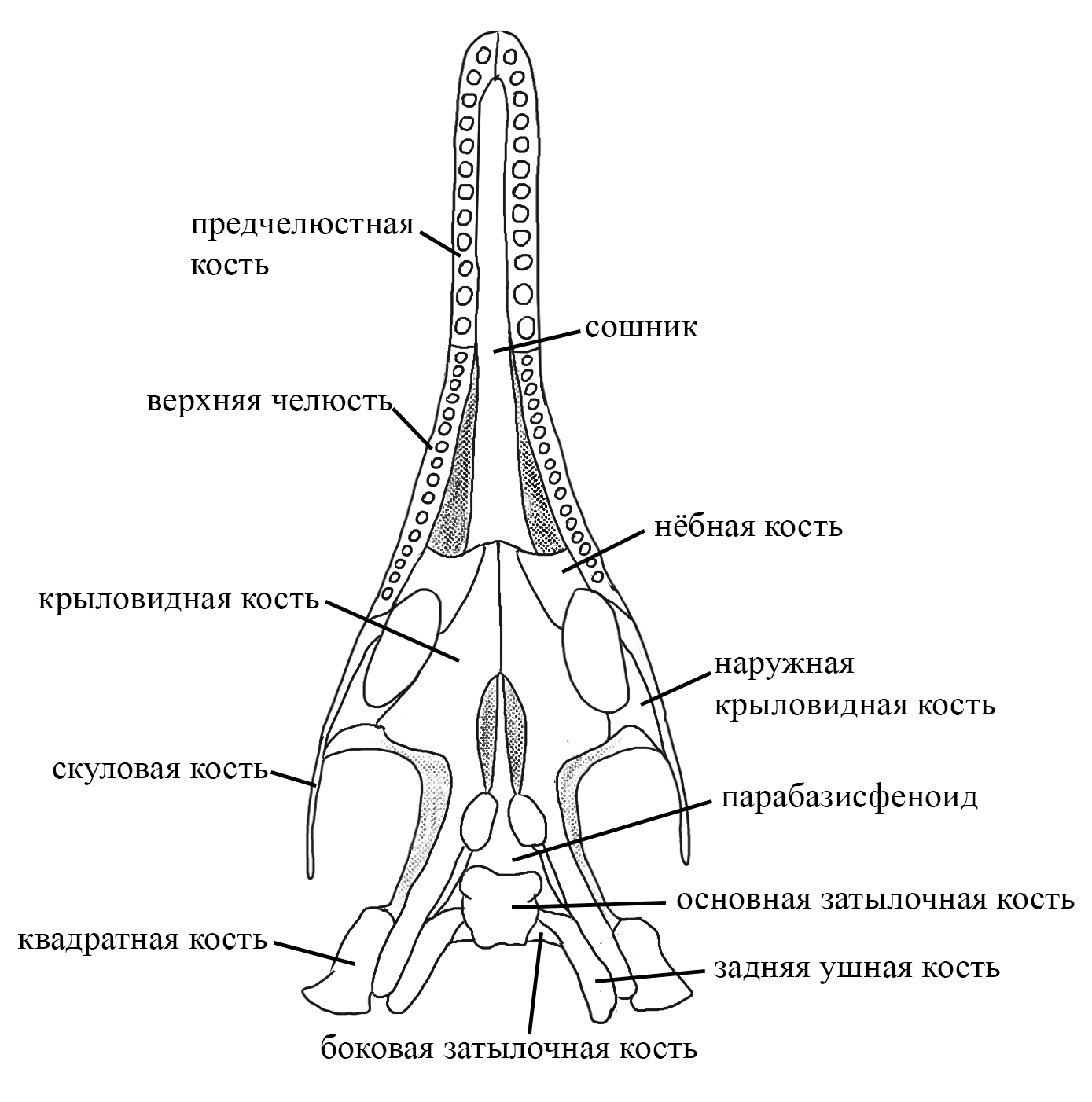
Череп аскептозавра (вид снизу)

Верхняя часть черепной коробки недостаточно изучена, однако нижняя часть описано более детально. Парабазисфеноид (соединенный базисфеноид и парасфеноид) имеет удлиненный вперед заостренный отросток. Позади него, с каждой стороны, находится луковицеобразный отросток (который соединяется с нёбом), глубокие пазы для артерий и нервов и, наконец, острый заднелатеральный (задне-верхний) кончик. За парабазисфеноидом следует широкая основная затылочная кость, которая образует затылочный мыщелок. Большое затылочное отверстие расположено у выраженных боковых затылочных костей, которые соединены (но не слиты) с удлиненными и направленными назад и вбок задними ушными костями. Верхняя затылочная кость, которая прикрывает большое затылочное отверстие, имеет мощный веерообразный гребень.
Нижняя челюсть узкая, имеет 20 зубов, расположенных на зубной кости и похожих на зубы верхней челюсти. Зубная кость закрывает всю пластинчатую кость и большую часть угловой кости, что делает ее самой длинной костью при взгляде на челюсть сбоку. Острый венечный отросток околотреугольной формы выступает в задней половине челюсти над низкой, но удлиненной надугловой костью. Пластинчатая и предсочленовная кости являются наиболее крупными частями челюсти при рассмотрении челюсти в разрезе.

### Позвонки
Все позвонки были амфицельными, с вогнутыми передней и задней поверхностями соответствующего тела. Шея была довольно вытянутой, с тринадцатью шейными позвонками. Компоненты атланта не были соединены, в то время как эпистрофей имел низкий и длинный отросток позвонка и одну большую суставную поверхность для ребра. Первый и второй шейные ребра были маленькими и тонкими с одной вершиной. Остальные шейные ребра были слегка длиннее, чем верхние, и соединялись с небольшими прямоугольными отростками позвонка. Первоначально суставные поверхности их двуглавых шейных ребер были описаны неверно: нижняя поверхность была соединена с клиновидным интерцентром, а не с телом позвонка. Позднее было установлено, что интерцентр отсутствует, а каждая сторона тела позвонка имеет две суставные поверхности. Шейные ребра во второй половине шеи увеличиваются в длину и приобретают небольшие дополнительные выступы между суставами с позвонками.
Двадцать пять грудных позвонков похожи на шейные, но крупнее, и имеют только одну реберную суставную поверхность. Их отростки позвонка соразмерно длиннее и направлены вертикально, хотя и довольно короткие по меркам талаттозавров. Реберные суставные поверхности расположены под крутым диагональным углом к передне-нижнему концу тела позвонка. Их одноглавые ребра были крупнее, имели расширенные головки к передней части туловища, и постепенно уменьшались к бедру. Гастралии тонкие, но слабо изучены. Два крестцовых (тазобедренных) позвонка также плохо изучены, но известно, что их веерообразные, одноглавые ребра соединялись с нижней частью тела позвонка. Хвост был очень длинным, с по меньшей мере шестьюдесятью хвостовыми позвонками, которые были более вытянуты к кончику хвоста. Первые пять хвостовых позвонков имели короткие одноглавые ребра. Первое, четвертое и пятое хвостовые ребра имеют изогнутую, сужающуюся форму, а два других — прямые ребра с расширенными головками. Эти первые несколько хвостовых ребер также имели прямые вертикальные отростки позвонка. Остальная часть хвоста имела выраженные шевроны и отростки позвонка, которые были короче и сильнее наклонены назад.

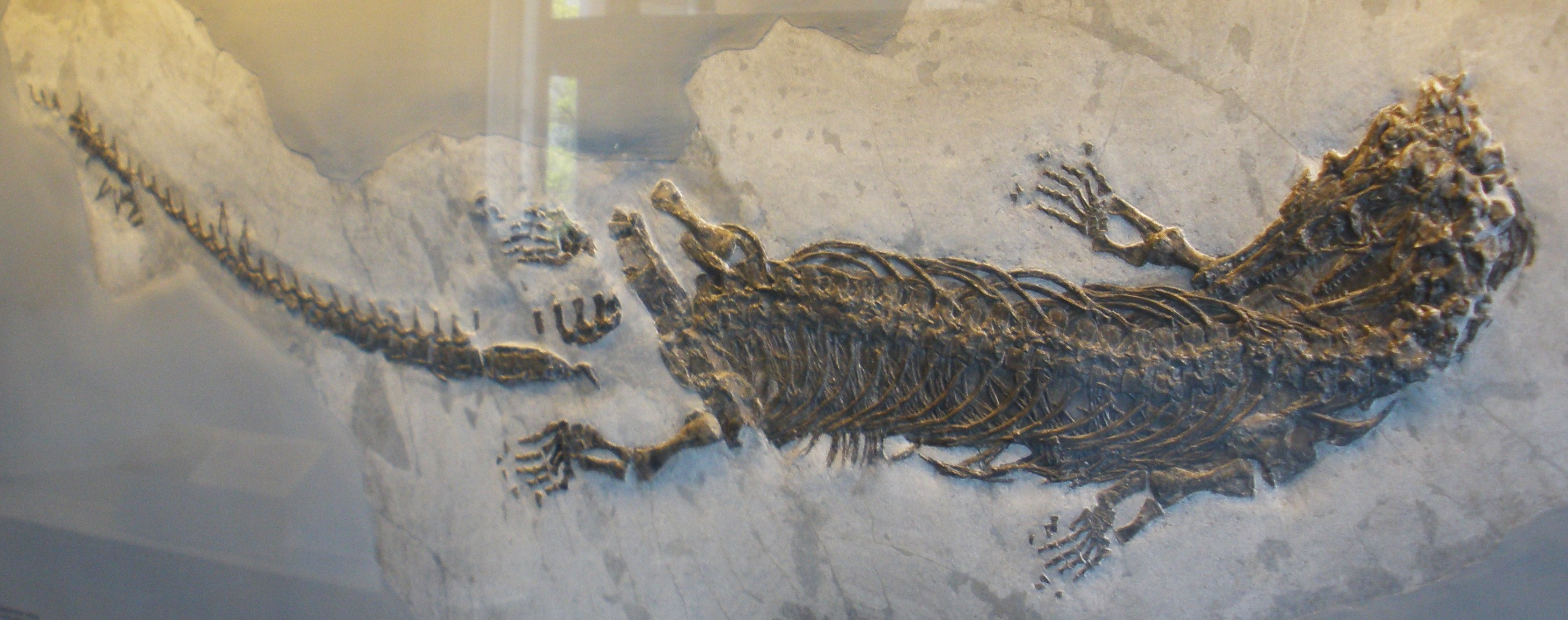
Образец PIMUZ T 4846

### Конечности
Плечевой пояс включает в себя межключицу, ключицы, лопатки и коракоиды. Лопатка и коракоид широкие и округлые, соединяются, образуя направленный вбок гленоид (ямка для плечевой кости). Межключица стреловидная, с очень длинным задним краем и небольшими боковыми выступами, перекрывающими ключицы. Ключицы изогнутые и тонкие, соединяют межключицу с лопатками. Плечевая кость (предплечье) была крупной и скрученной. Лучевая и локтевая кости нижней части конечности — более мелкие кости с прямой и простой формой. 

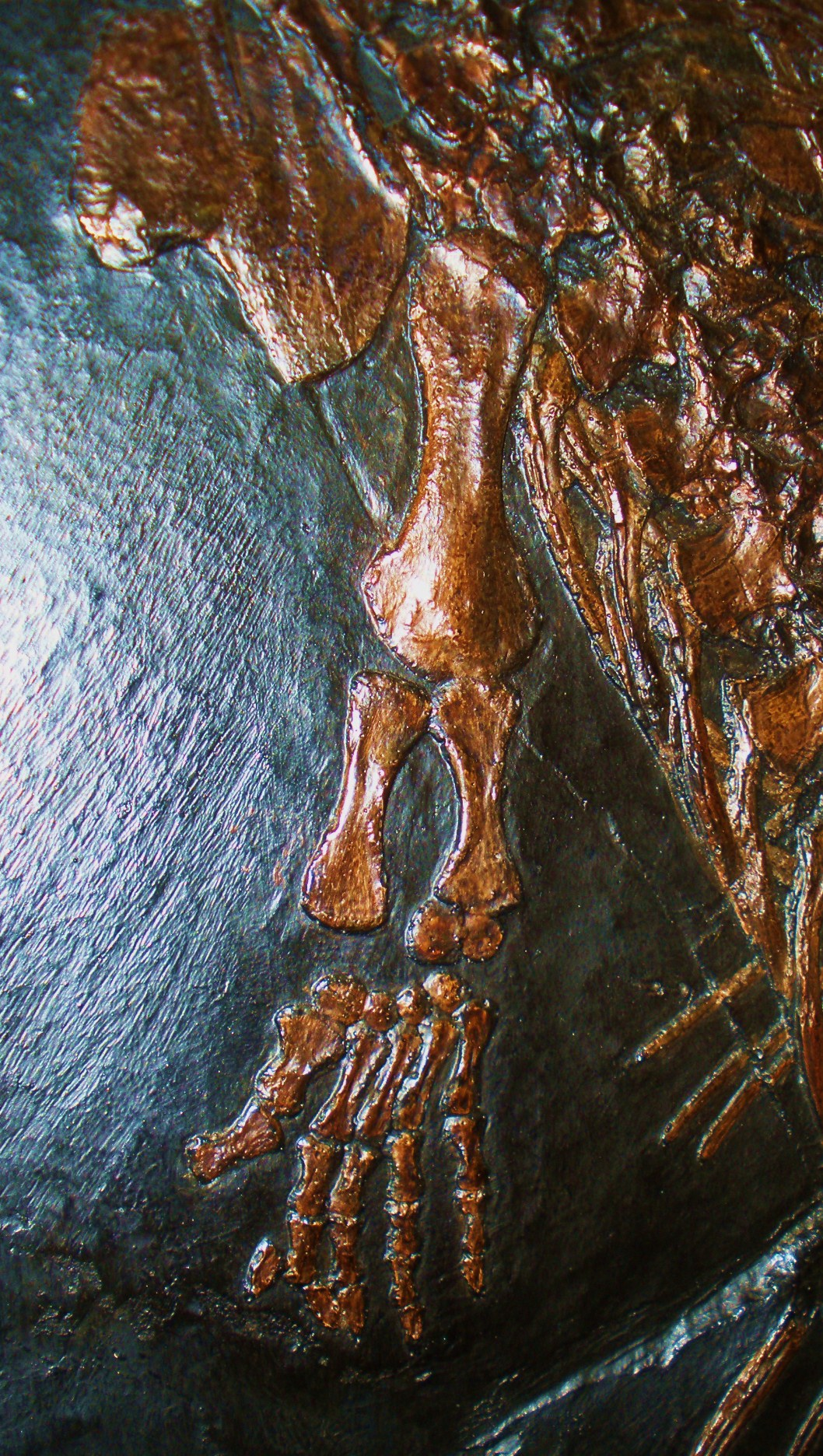
Передняя конечность образца MSNM V456

 Лучевая кость тонкая и трубчатая, в отличие от более широкой лучевой кости талаттозавроидов. Локтевая кость лишена локтевого отростка и имеет отчетливую форму песочных часов с зауженной серединной частью. Запястье имеет шесть-семь костей. Три средние пястные кости кисти тонкие, V пястная кость немного толще, а I пястная кость короткая и массивная. Конечности достаточно короткие, с небольшими когтями. Существует некоторая внутривидовая вариация кисти: у образца PIMUZ T 4846 имеется дополнительная кость запястья и дополнительный сустав в третьем пальце, по сравнению с образцом MSNM V456.

## Классификация
До 2005 года окаменелости аскептозавра являлись редкостью, и положение аскептозавра на кладограмме вызывало жаркие споры между различными исследовательскими группами. Последние исследования подтверждают аргумент о том, что энденназавр (Endennasaurus) более тесно связан с аскептозавром, чем с другими талаттозаврами. В настоящее время принято считать, что монофилетическую группу образуют аншунзавр (Anshunsaurus) и аксептозавр. Более конкретно, аксептозавр принадлежит к семейству аскептозаурид (Askeptosauridae), подразделению подотряда Askeptosauroidea. Внутри своего семейства аскептозавр считается родственным таксоном для группы Anshunsaurus, окаменелости которой были найдены из отложений среднего триаса в Гуйчжоу, Китай. В настоящее время подотряд Askeptosauroidea известен только из отложений альпийского триаса и южного Китая, а аскептозавр представляет собой самую древнюю находку этого клада.
|  | A. huangguoshuensis |
|  |                     |
|  | A. wushaensis       |
|  |                     |

|  | Аскептозавр (Askeptosaurus italicus) |
|  |                                      |

|  | A. huangguoshuensis |
|  |                     |
|  | A. wushaensis       |
|  |                     |

|  | Аскептозавр (Askeptosaurus italicus) |
|  |                                      |

|  | A. huangguoshuensis |
|  |                     |
|  | A. wushaensis       |
|  |                     |

|  | Аскептозавр (Askeptosaurus italicus) |
|  |                                      |

|  | A. huangguoshuensis |
|  |                     |
|  | A. wushaensis       |
|  |                     |

|  | Аскептозавр (Askeptosaurus italicus) |
|  |                                      |

## Палеоэкология
Аскептозавр был найден в горных породах среднего триасового периода в Швейцарии и Италии, причем большинство экземпляров было найдено в районе Сан-Джорджо. Аскептозавр обитал параллельно многим другим рыбам и морским рептилиям, включая два других рода талаттозавров: Clarazia и Hescheleria.